# Prudentia, Zagreb
Prudentia je bila prostozidarska loža, ki jo je leta 1733 ustanovil grof Ivan Drašković v Zagrebu.
Loža je bila ukinjena leta 1795 s prepovedjo prostozidarstva.

## Člani
- Josip plemeniti Galjuf, zagrebški škof
- Ignjat plemeniti Verbega, protomedikus Kraljevine Hrvatov, Slavonije in Dalmacije
- Anton Kukec, profesor na Zagrebški akademiji in Filozofski fakulteti v Zagrebu
- Maksimilijan Vrhovac, zagrebški škof
- Nikola plemeniti Škrlec Lomnički